# Colyton (Devon)
Colyton è un paese di 2 783 abitanti della contea del Devon, in Inghilterra.